# Shinnersoseris rostrata
La  Shinnersoseris rostrata   (A.Gray) Tomb, 1973 è una specie di pianta angiosperma dicotiledone della famiglia delle Asteraceae.  Shinnersoseris rostrata  è anche l'unica specie appartenente al genere  Shinnersoseris  Tomb, 1973.

## Etimologia
Il nome del genere ( Shinnersoseris) è dedicato al botanico americano Loyd Herbert Shinners (1918-1971) con l'aggiunta del vocabolo “seris” (σέρις) dal greco classico (= insalata). L'epiteto specifico (rostrata) deriva dal latino "rostrum".
Il nome scientifico della specie è stato definito dai botanici Asa Gray (1810-1888) e Andrew Spencer Tomb (1943-) nella pubblicazione " Sida; Contributions to Botany. Dallas; Fort Worth, TX" ( Sida 5(3): 186) del 1973. Il nome scientifico del genere è stato definito nella stessa pubblicazione.

## Descrizione
Habitus. Le piante di questa voce, con cicli biologici annuali, sono piante erbacee glabre non molto alte. Tutte le specie del gruppo, di appartenenza di questa pianta, sono provviste di latice.
Fusto. I fusti (generalmente uno per pianta), in genere eretti e ascendenti, sono di solito solitari e mediamente ramificati. Le radici in genere sono di tipo fittonante (con radici profonde, da sottili a spesse). Altezza media delle piante: 5 – 85 cm.
Foglie. Sono presenti sia foglie formanti delle rosette basali che cauline con disposizione opposta le prime alterna le altre. Le foglie sono più o meno sessili; le lamine hanno delle forme da lineari a filiformi con margini interi.
Infiorescenza. L'infiorescenza è composta da uno solo capolino terminale e peduncolato. Il peduncolo è sotteso da un calice formato da 8 brattee con delle forme da ovate a lanceolate. I capolini, solamente di tipo ligulifloro, sono formati da un involucro composto da brattee (o squame) all'interno delle quali un ricettacolo fa da base ai fiori ligulati. L'involucro ha una forma strettamente cilindrica ed è formato da 2 ineguali serie di brattee. Le brattee sono 8 con forme lineari, margini scariosi e apici acuti (a volte cigliati). Il ricettacolo, alla base dei fiori, è nudo (senza pagliette) e piatto. Diametro dell'involucro: 4 – 5 mm.
Fiori. I fiori (8 - 11 per capolino), tutti ligulati, sono tetra-ciclici (ossia sono presenti 4 verticilli: calice – corolla – androceo – gineceo) e pentameri (ogni verticillo ha in genere 5 elementi). I fiori sono ermafroditi, fertili e zigomorfi.
- Formula fiorale:

*/x K {\displaystyle \infty }, [C (5), A (5)], G 2 (infero), achenio
- Calice: i sepali del calice sono ridotti ad una coroncina di squame.
- Corolla: le corolle sono formate da un tubo e da una ligula terminante con 5 denti; il colore è violetto-rosa o lavanda con apici bianchi; le ligule sono larghe 1 mm.
- Androceo: gli stami sono 5 con filamenti liberi e distinti, mentre le antere sono saldate in un manicotto (o tubo) circondante lo stilo.[12] Le antere sono codate e allungate con una appendice apicale; i filamenti sono lisci. Il polline è tricolporato e di colore arancio.[13]
- Gineceo: lo stilo è filiforme. Gli stigmi dello stilo sono due divergenti, corti, smussati e ricurvi con la superficie stigmatica posizionata internamente (vicino alla base).[14] L'ovario è infero uniloculare formato da 2 carpelli.

Frutti. I frutti sono degli acheni con pappo. Gli acheni, colorati di verde chiaro o marrone chiaro, hanno una forma da subcilindrica a fusiforme con apice bruscamente ristretto e privi di becco (non sono compressi); gli acheni sono provvisti di 8 - 10 coste longitudinali scabre nella parte alta. Il pappo si compone di 30 - 50 sottili peli o setole scabre connate basalmente e disposte in una sola serie.

## Biologia
- Impollinazione: l'impollinazione avviene tramite insetti (impollinazione entomogama tramite farfalle diurne e notturne).
- Riproduzione: la fecondazione avviene fondamentalmente tramite l'impollinazione dei fiori (vedi sopra).
- Dispersione: i semi (gli acheni) cadendo a terra sono successivamente dispersi soprattutto da insetti tipo formiche (disseminazione mirmecoria). In questo tipo di piante avviene anche un altro tipo di dispersione: zoocoria. Infatti gli uncini delle brattee dell'involucro (se presenti) si agganciano ai peli degli animali di passaggio disperdendo così anche su lunghe distanze i semi della pianta.

## Distribuzione e habitat
La distribuzione è nord americana.

## Tassonomia
La famiglia di appartenenza di questa voce (Asteraceae o Compositae, nomen conservandum) probabilmente originaria del Sud America, è la più numerosa del mondo vegetale, comprende oltre 23.000 specie distribuite su 1.535 generi, oppure 22.750 specie e 1.530 generi secondo altre fonti (una delle checklist più aggiornata elenca fino a 1.679 generi). La famiglia attualmente (2021) è divisa in 16 sottofamiglie.

### Filogenesi
Il genere di questa voce appartiene alla sottotribù Microseridinae della tribù Cichorieae (unica tribù della sottofamiglia Cichorioideae). In base ai dati filogenetici la sottofamiglia Cichorioideae è il terz'ultimo gruppo che si è separato dal nucleo delle Asteraceae (gli ultimi due sono Corymbioideae e Asteroideae). La sottotribù Microseridinae fa parte del "quinto" clade della tribù; in questo clade insieme alla sottotribù Cichoriinae forma un "gruppo fratello".
I seguenti caratteri sono distintivi per la sottotribù:
- il polline è colorato di arancio;
- la distribuzione è relativa al Nuovo Mondo.

Il genere di questa voce, nell'ambito filogenetico della sottotribù, occupa una posizione vicina ai generi Chaetadelpha e Lygodesmia (insieme formano un clade filogenetico; in particolare Shinnersoseris è il "gruppo fratello" degli altri due generi).  Alcuni Autori, considerando l'estensione della sottotribù, l'hanno suddivisa in 8 entità (o alleanze) informali. Il genere di questa voce è stato associato al gruppo 'Alleanza Lygodesmia formato dai generi Chaetadelpha, Lygodesmia e Shinnersoseris. Il genere di questa voce in precedenti classificazioni era descritto all'interno della sottotribù (non più valida) Stephanomeriinae. Shinnersoseris si differenzia per il ciclo biologico annuo (gli altri due generi sono perenni), per il numero cromosomico di base x = 6 (x = 9 per gli altri) e il polline è echinato (solamente punte) come le specie del genere Chaetadelpha (il polline di Lygodesmia è echinolofato, ossia con punte e depressioni).
I caratteri distintivi per questa specie sono:
- il ciclo biologico è perenne;
- le foglie basali sono disposte in modo opposto;
- il ricettacolo è nudo;
- i capolini hanno pochissimi fiori;
- gli acheni hanno 8 - 10 solchi longitudinali.

Il numero cromosomico della specie è: 2n = 12 (specie diploide).

### Sinonimi
La specie di questa voce, in altri testi, può essere chiamato con nomi diversi. L'elenco che segue indica alcuni tra i sinonimi più frequenti:
- Lygodesmia juncea var. rostrata A.Gray, 1863
- Lygodesmia rostrata A.Gray, 1874